# Tysk-österrikiska backhopparveckan 1954/1955
Under  Tysk-österrikiska backhopparveckan 1954/1955 hoppade man i Oberstdorf 30 december. 1 januari hoppade man i Partenkirchen och 6 januari hoppade man i Innsbruck. Tävlingen i Bischofshofen genomfördes slutligen 8 januari.

## Oberstdorf
- Datum: 30. december 1954
- Land:  Västtyskland
- Backe: Schattenbergschanze

| Placering | Hoppare            | Land         | Poäng |
| --------- | ------------------ | ------------ | ----- |
| 01        | Aulis Kallakorpi   | Finland      | 224,0 |
| 02        | Hemmo Silvennoinen | Finland      | 220,0 |
| 02        | Eino Kirjonen      | Finland      | 220,0 |
| 04        | Kjell Knarvik      | Norge        | 217,0 |
| 04        | Torbjørn Ruste     | Norge        | 217,0 |
| 06        | Toni Brutscher     | Västtyskland | 216,5 |
| 07        | Sepp Hohenleiter   | Västtyskland | 216,0 |
| 08        | Gunder Gundersen   | Norge        | 215,0 |
| 09        | Max Bolkart        | Västtyskland | 213,5 |
| 010       | Sepp Kleisl        | Västtyskland | 210,0 |

## Partenkirchen
- Datum: 1. januari 1955
- Land:  Västtyskland
- Backe: Große Olympiaschanze

| Placering | Hoppare            | Land         | Poäng |
| --------- | ------------------ | ------------ | ----- |
| 01        | Aulis Kallakorpi   | Finland      | 228,0 |
| 02        | Eino Kirjonen      | Finland      | 220,5 |
| 03        | Hemmo Silvennoinen | Finland      | 218,5 |
| 04        | Sepp Hohenleiter   | Västtyskland | 215,5 |
| 04        | Kjell Knarvik      | Norge        | 215,5 |
| 06        | Asbjørn Moland     | Norge        | 205,0 |
| 07        | Franz Dengg        | Västtyskland | 203,5 |
| 08        | Lars-Åke Bergseije | Sverige      | 199,0 |
| 09        | Albin Plank        | Österrike    | 196,0 |
| 09        | Sepp Kleisl        | Västtyskland | 196,0 |

## Innsbruck
- Datum: 6. januari 1955
- Land:  Österrike
- Backe: Bergiselschanze

| Placering | Hoppare            | Land         | Poäng |
| --------- | ------------------ | ------------ | ----- |
| 01        | Torbjørn Ruste     | Norge        | 224,5 |
| 02        | Hemmo Silvennoinen | Finland      | 220,5 |
| 03        | Max Bolkart        | Västtyskland | 217,5 |
| 04        | Eino Kirjonen      | Finland      | 216,2 |
| 05        | Sepp Bradl         | Österrike    | 212,0 |
| 06        | Sepp Hohenleiter   | Västtyskland | 211,5 |
| 07        | Albin Plank        | Österrike    | 210,5 |
| 08        | Gunder Gundersen   | Norge        | 209,5 |
| 09        | Toni Brutscher     | Västtyskland | 209,0 |
| 010       | Toivo Lauren       | Sverige      | 206,0 |

## Bischofshofen
- Datum: 8. januari 1955
- Land:  Österrike
- Backe: Paul-Ausserleitner-Schanze

| Placering | Hoppare            | Land         | Poäng |
| --------- | ------------------ | ------------ | ----- |
| 01        | Torbjørn Ruste     | Norge        | 224,5 |
| 02        | Hemmo Silvennoinen | Finland      | 217,5 |
| 03        | Eino Kirjonen      | Finland      | 216,2 |
| 04        | Sepp Bradl         | Österrike    | 215,1 |
| 05        | Franz Eder         | Västtyskland | 205,8 |
| 06        | Aulis Kallakorpi   | Finland      | 205,1 |
| 07        | Toivo Lauren       | Sverige      | 204,2 |
| 08        | Albin Plank        | Österrike    | 201,9 |
| 09        | Kjell Knarvik      | Norge        | 200,8 |
| 010       | Otto Leodolter     | Österrike    | 198,0 |

## Slutställning
| Placering | Hoppare            | Land         | Poäng |
| --------- | ------------------ | ------------ | ----- |
| 01        | Hemmo Silvennoinen | Finland      | 878,0 |
| 02        | Eino Kirjonen      | Finland      | 875,2 |
| 03        | Aulis Kallakorpi   | Finland      | 851,1 |
| 04        | Sepp Bradl         | Österrike    | 831,0 |
| 05        | Kjell Knarvik      | Norge        | 824,0 |
| 06        | Albin Plank        | Österrike    | 818,0 |
| 07        | Sepp Kleisl        | Västtyskland | 800,0 |
| 08        | Asbjørn Moland     | Norge        | 791,0 |
| 09        | Lars-Åke Bergseije | Sverige      | 789,0 |
| 09        | Max Bolkart        | Västtyskland | 789,0 |